# كول أوف ديوتي: مودرن وورفير 3
كول أوف دوتي: مودرن وورفير 3 (بالإنجليزية: Call of Duty: Modern Warfare 3؛ يترجم كـ « نداء الواجب: الحرب الباردة الحديثة 3 ») هي لعبة فيديو من نوع تصويب منظور الشخص الأول من تطوير إنفنتي وارد بتعاون مع سلدجهمر غيمز و‌ريفن سوفتوير في تطور نظام اللعب الجماعي. ونشرتها شركة أكتيفجن لأجهزة إكس بوكس 360، و‌بلاي ستيشن 3، و‌وي، و‌نينتندو دي إس، وأنظمة مايكروسوفت ويندوز. هذه اللعبة الثالثة في سلسلة «مودرن وورفير»، واللعبة الثامنة في سلسلة «كول أوف دوتي» . تمتاز اللعبة بانتشار واسع في ألعاب الفيديو، وتضم ثلاثة أقسام وهي المهمات واللعب عن طريق الانترنت وspecial ops. ويُقال ان الاستديو يعمل على إصدار ريماستر لنمط القصة في المستقبل.

## القصة

### حبكة القصة
ستبدا القتال في مدينة المال New York حيث قام الروس بشن هجوم شامل بكل معنى الكلمة على المدينة حيث ستبدا باللعب بالجندي التابع لمنظمة Delta force وهو: Frost وذلك تحت اوامر Sandman هذه المهمة سهلة جدا وايضا ممتعة حيث ستحمي بورسة نيويورك لكي تستعيد أمريكا التحكم بالبلاد. بعد إكمال المهمة ستمر 6 أشهر عن المهمة الأخرى لتبدا المهمة الثانية في هذه المهمة ستحمي الرئيس الروسي الذي سياتي في طائرة خاصة بالامريكيين، وذلك من اجل معاهدة سلام وهدنة بين أمريكا وروسيا هكذا هدئت الحرب قليلا ومن ثم قام ضابط روسي اسمه Makarov بخطف الرئيس وابنته (هذا الضابط يسعى لتدمير سمعة أمريكا) هكذا عادت الحرب حيث شكت روسيا بامريكا يعني ان أمريكا هي من خطفت الرئيس لهذا شنت هجوم كبير من جيوش لا متناهية على مختلف انحاء البلاد. لكن لا بد من حل هذه المسالة... لهذا كان من الضروري إنقاذ الرئيس وابنته من قبضة Makarov وتقديمهم للروس لهذا اختاروا طريق جديد وهو أفريقيا حيث عثروا على بائع اسلحة في الجنوب الأفريقي اعطاهم معلومات والمتمثلة في محاولة ماكاروف للحصول على السلاح الكيميائي...وهكذا ستتواصل الحكاية.

### الحملة Campaign
ساعات بعد قتل الجنرال Shepherd ، قـام الكـابتنPrice وNikolai بنقـل Soap MacTavish الذي يحتضـر إلى أفغانستان أين تلقى هذا الأخير الرعاية الطبية في منزل آمن تعـود ملكيته وإدارته لحلفاء Nikolai في Himachal Pradesh بالهند، ولكن حينها وصلت قوات Vladamir Makarov في مسعىً واحد وهو قتل الثلاثي، بعد مقتل الطبيب وطرحه أرضاً، قام Yuri أفضل جنـود Nikolai (والذي يكن الحقد لـMakarov) بحقن soap بالأدرينالين لإبقاء نبضان قلبه، ثم ساعدهم بتأمين طريق آمنة تؤدي إلى خارج البلاد، هؤلاء الأربعة كانوا النـاجين والمتبقين من قواتNow-Disavowed Task Force 141 ، في نفس الوقت، الحرب العـالمية الثالثة تستمر، ووابل الرصاص والنيران لازال ينهمر، تسببت أفعـال فريق Delta Force Team Metal (المتشكل من فروست،Grintch وTruck والقائد Sandman والذين سبق لـ Soap وPrice وGhost العمل معـا في مهمة Kingfish قبل ثلاث سنوات الهدف منها كان جلب رأس Makarov حيا أو ميتـا) كمـا كنـا نقول هذه الأفعـال الطائشة سهلت انسحاب قوات الجيش الروسي من الجزء السفلي لمانهاتن، نيويورك. قاموا بتدمير برج للتشويش أعلى بورصة نيويورك، ثم قاموا باختطاف غواصة روسية شرق النهر بغرض استعمال ذخائرهـا ضد أسطولها الخـاص (سلاح البحرية الروسي).
في الرابع من أكتوبر من نفس العـام، أعلـن الرئيس الروسي Boris Vorshevsky مخططاته لعقد السلام مع رئيس الولايات المتحدة الأمريكية في قمة ستعقد في مدينة هامبورغ الألمـانية. ولكن قـام رجـال Makarov باختطاف طـائرته الخاصة وأجبروها على الهبوط الاضطراري في مدرج مطار المدينة المنشود الذهاب إليها(هامبورغ) حـاول عميل الفدرالية الروسية أندري (Andrei) تأميـن وحماية الرئيس، ولكنه قُتل من قبل Makarov عندمـا ظهر داخل المروحية الخطأ الذي قـام به العميل باعتباره قائدا للمروحية.قـام ماكروف باختطاف الرئيس بعدهـا خطط لخطة ذكية، خطط لاختطاف ابنته وتعذيبها. لإجبـار الرئيس على منح الأخـير البطاقة الخضراء لدخول المدفع النووي الروسي.
يتعـافى Soap من جروحه وبمساعدة من يوري وتهيئة من معلـم وقائد Price السـابق: MacMillan ، قـامت فرقة الـ 141 بتقفي أثـر سبب كـل المشـاكل والحرب التي نشبت الإرهـابي مـاكروف إلـى مقـر لنقل الأسلحـة فـي سيراليون (إفريقيـا)، ولكـن لم يكونوا قـادرين عـلى التعرض لنـاقلات الأسلحـة التي نقلت ووزعت في عاصمة الأنوار بـاريس(فرنسـا) وعاصمة ألمـانيا برليـن ولندن (بريطـانيا).
أُُرسلت وحدة من القوات الجوية البريطـانية الخـاصة( S.A.S) بمن فيهم الرقيـب Marcus Burns وWallcroft للاتفـاق مع النـاقلات ليكتشفوا بأن واحدة من النـاقلات كـانت للتمويه، قطعـة من نـاقلة حقيقية كُشفت على أنهـا سلاح بيوكيميائي من صنـاعات Fregata فُجِّرَ في طريق لندن المجاور، ممـا أدى إلـى قتل عـائلة أمريكية شـابة حيـن بدأت في إطلاق سمومهـا من البيغ بانغ في لندن.هاته الهجمـات مهدت الطريـق للجيش الروسي لغزو أوروبـا، وفريق Metal نُشر في هامبورغ في مهمة لانقـاذ نـائب الرئيس الأمريكي الذي كـان كرهيـنة. بالاعتماد عـلى بعض المعلـومـات المُقدمة من طرف Price والتي تحصل عليهـا من أحد أمراء الحروب في الصومـال والذي يدعى Waraabe تمكنوا من إلقـاء القبض عـلى فولك (Volk)، وهو صـانع قنـابل روسي واحد المساعدين لMakarov , المدير التنفيذي لشركة Fregata في بـاريس، يذهب الفريق إلى المجاري التي يوجد فيها Volkبمساعدة بعض المرشدين الفرنسيين، ينشب قتال في مخبأ Volk الذي كان يحضر فيه بعض القنابل، يقبضون عليه ويذهبون، يبدو أنه عـلى فرنسـا إعـادة بنـاء برجهـا الشهيـر إيفـل فقد إنهـار بعد انفجـار مُدو ٍ قضـى عـلى جميـع القـوات الروسيـة عند نقطة الهروب.
يعلم فريق Metal من سجينهم الجديد Volk أن عدوهم اللدود Makarov يختبئ في نُزل(فندق) بـ براغ في التشيك أيـن ينوي عقد لقـاء مع أهم مستشاريه، يتسلل فريق برايس للمدينة السفلى المؤمنة ويلتقون بـأحد الحلفـاء المدعو Kamarov حـاليا هو منظم المقاومة التشيكية، لمحاولة اغتيـال ماكروف. اتخذ يوري وجـون وضعيـة في أعلـى كنيسة مقـابلة للفندق الذي به ماكروف لغتياله ولكن ماكروف نفسه يحتجز معه رهيـنة فخخهـا بالمتفجرات، يتسلل برايس ((Price)) إلـى الفندق ويلـوذ بالفرار منه فقط قبيل تفجير الرهيـنة Kamarov ، يكشف ماكروف كونه يعرف يوري شخصيا لSoap عندمـا ناداه بالصديق القديـم يقوم حينها بما أجـاده طول عمره وهو التفجير وهذه المرة فجر متفجرات كانت مفخخة في مكان المراقبة الذي كان فيه جون ويوري، لم يُقتل يوري وسوب بسبب الانفجار ولكن هذا الأخـير قد جرح بسبب ذاك الارتفاع الذي سقط منه بل الأمر أسوء من الجرح بل جرحه القديم (( في جزء MW2 بضربة السكين)) هو الذي انفتح من جديد، يقوم يوري بمساعدته ويهرب مع برايس إلـى بيت آمن يعود للمقاومة . بمجرد أن كـان يوري يحاول المساعدة يلفظ سوب آخر كلمـات عندما يخبر أستاذه برايس بأن يوري وماكروف يعرف بعضهما البعض .. بعد أن ترك برايس سلاحه على جثة سوب ترحمـا، يظهر لنـا شكل برايس
الغاضب الذي يضرب يوري بلكمة طرحته أرضا بعد تدحرجه من الدرج ويضعه بعدهـا تحت تهديد السلاح مطـالبـا منه شرح اتصـاله بماكروف.
يوضح يوري أنه كـان مواطن متطرف صادق ماكروف كلاهما راف إمران زاكهيف.قاموا بإبعاده من صفقة أسلحة في مهمة القتل الخاصة ببرايس عام 1996((Modern Warfare)) ثم شهد بأن ماكروف هو من كان وراء القنبلة النووية في الشرق الأوسط، بقتل 30000 شخص من البحرية. تغيرت سلوكات يوري مع مرور الأحداث، حـاول توقيف مجزرة في المطار الدولي للـ Zakhaev في موسكو (( Mdern Warfare 2)) بعد خمس سنوات، ولكن تم العثور عليه خارجا.مقيد وكـان قد تلقى رصاصة في المعدة من طرف ماكروف. شعـور يوري بالذنب أقنـع برايس على أنهمـا يحاربان لنفس الشيء وأبقى الإثنـان عـلى تحـالفهمـا.
بعد التسلل لقصر ماكروف بالقرب من براغ وقد اطلعوا عـلى أمر أسر الرئيس Vorshevsky . ينذر برايس فريق ميتـال من خطة متطرفة لاختطاف ابنة الرئيس ألينـا من المنزل الآمـن ببرليـن . ليس بإمكـان الفريق إيقـاف عملية الاختطـاف، ولكن تقفوا أثـر رجـال ماكروف إلـى منجـم ماس روسي. مع بعضهم البعض وفريق Task Force 141 بدون فروست، ضمنـوا سلامـة الرئيس وابنته وإنهـاء الصراع الروسي الأمريكي وتبرئة اسم فريق Task Force 141 . خلال الخروج، بقي ساندمـان، غرينيتش، وتروك في الوراء لشراء مروحيـة للإخلاء في فترة ما. ولكـن قُتلوا جميـعا عندمـا إنهـار المنجم على رؤوسهم.
في الواحد والعشريـن من جـانفي 2017 وبعد 3 أشهـر من الحرب العالميـة الثالثـة قـام برايس، يوري ونيكولاي بتقفي أثر ماكروف إلـى فندق الواحـة في شبه الجزيرة العربية، قـام يوري وبرايس بالاعتداء عـلى الفندق بتفجير بعض القنـابل حيث جهزوا طريقهم نحـو العلية أيـن كـانت مروحية هروب ماكروف تقترب من الفندق، قبـل بضع دقـائق فقط من هروب ماكروف واصل يوري وبرايس شق طريقهمـا عبر الكازينو والردهة وأخيرا عثروا عليه، سيعـاني يوري من إصـابة بليغة خلال التقدم مـا يجعـل برايس يمضي قدمـا بمفرده، يختطف طائرة ماكروف ويحطمهـا على سطح الفندق أيـن سيكون النزال الأخيـر بيـن ماكروف وبرايس ورغبة الانتقـام تشتعل في عيني هذا الأخيـر . عندمـا يوشك ماكروف على قتل برايس يتدخل يوري في الوقت المنـاسب ولكـن هو نفسه يُقتل من قِبَل ماكروف. هذا أعطى برايس الوقت الكـافي ليلف حبلا حول رقبة ماكروف ويعلقه على وتد ويقفز به عبر الزجـاج، يشنقه وينهي الحركة الاستعمـارية، ينجو برايس من ذاك السقوط ويقـوم بتدخيـن سجـارة أمـام جثمان ماكروف حيـن وصول قوات الأمن . تنتهي القصة ويأتي مشهد بعدهـا يظهر صورة لعملية KingFish .
تقع أحداث اللعبة في بلدان عدة :
- برلين في ألمانيا.
- لندن في بريطانيا.
- منهاتن في ولاية نيويورك.
- باريس في فرنسا.
- شمال الصومال.
- براغ في جمهورية التشيك.
- سيبيريا في روسيا الاتحادية.
- مدينة افتراضية في شبه الجزيرة العربية.

## الجيم بلاي - أسلوب اللعب
أسلوب اللعب في هذا الجزء يشبه الجزء السابق MW2 لكن ستطرا عليه بعض التغييرات حيث ستتحكم بالافراد الثلاثة التابعين للمنظمة الخاصة Delta force وهم Price، Soap والجندي Yuri كالعادة ستلعب كفريق تقريبا في جميع المهمات، وهذا رائع جدا لانك ستلقى يد المساعدة من طرفهم، الشيء الجميل هو انهم يعطونك المعلومات عن كل ماهو قادم نحوك مثلا يقولون لك : هناك 5 جنود وقناص في الفوق على بعد 19 متر، كما يمكنك أيضا توجيه الاوامر لكن الا في بعض الحالات مثلا عندما لا يستطيع سيقول لا استطيع وهكذا، كالعادة في العاب FPS ستجد خريطة في الجانب الايسر توفر لك جميع المعلومات بدقة وهذا شيء جميل جدا، كما أن هناك مهام في الليل وهذا سيؤدي إلى صعوبة الرؤية وايضا صعوبة التصويب، لكن هناك حل وهي النظارة الليلية التي تمكنك من الرؤية بسهولة تامة.اما من ناحية التصويب فهو سلس ودقيق فمثلا إذا صوبت على رأسه فحالته ستكون الموت لان الرصاصة ستذهب للمكان المشار إليه، كما أن السلاح سيتطور كل مرة وهذا جميل جدا.

## الذكاء الاصطناعي أو الـ(AI) وعمر اللعبة
الذكاء الاصطناعي، في هذا الجزء جيد لا نقول سيئا لنبدا مع الاعداء، الاعداء في هذا الجزء ستجدهم كانهم اغبياء يعني تستطيع القضاء عليهم بسهولة تامة إذا درجة الصعوبة قليلة الا اولئك الكبار كماكروف..الخ، ستجدهم اذكياء المهم كنت انتظر الكثير في الـ(AI) لكن هو يعجبني كثيرا صراحة، وهنالك ذكاء البطل الذي تلعب به هو ذكاؤك أنت ممزوجا بالذكاء الممنوح لك من طرف مطوري اللعبة يعني حتى ولو وضعت خطة لانهاء المهمة ستجد ان اللاعب له إمكانيات محدودة هكذا سيتوجب عليك البحث عن طريقة أخرى تتلاءم مع ما يمكنه فعله يعني ان الذكاء الاصطناعي في هذا الجزء أو في هذه اللعبة جيد لان الذكاء الاصطناعي هو أهم شيء.الآن لنذهب إلى عمر اللعبة، عمر اللعبة في هذا الجزء متوسط يعني ليس سيئا المهم هو المهمات حيث أنها متناسقة ومفهومة وجيدة أيضا، حيث اني انهيتها في يومين رغم اني لا العبها كثيرا والشيء الجميل فيها هو انك لن تمل منها لانك تستطيع اللعب اون لاين دون نسخة اصلية.

## الأسلحة
الاسلحة في هذا الجزء كثيرة ورائعة فهناك القناصات والرشاشات المتنوعة مثل : M4A1، MP7، MP5K ,P90 ,AK 47 , يمكنك الاستعانة برشاش ذاتي الإطلاق ما عليك الا بوضعه وتفعيله والباقي اتركه عليه مثلا عندما يمر أحد من هناك سيكون مصيره الموت، كما يوجد هناك القنابل مثل : M67 Grenade , Flash bang وايضا المسدسات مثل : Desert Eagle، Dual Scope والعديد منها.وايضا تم تصميم الاسلحة بدقة عالية، وهذا يدخل ضمن الاشياء الجميلة والممتازة في هذا الجزء، كما أن هناك اسلحة سوف تستفيد منها كثيرا، سلاح قاذف الصواريخ RPG الذي يمكنك عن طريقه أن تقوم بإطلاق القذيفة على المروحيات في السماء وعلى الدبابات، والسلاح الثاني هو C4 هذه القنابل تستطيع زرعها في الدبابات .والبنايات ثم تقوم بالضغط على زر التحكم لتدميرها، اما السلاح الذي سوف تستخدمه بشكل كبير هو الرشاش الهجين الذي تستطيع أن تقتل عن طريقه الكثير من الحراس وإصابة أي رأس حارس في حال كنت دقيق، وايضا يمكنك ان تستخدم جهاز الراديو الخاص بك الذي يمكنك من التحكم في مدافع الطائرات الحليفة وتدمير الاهداف الكبيرة كالطائرات والدبابات والصغيرة كالمشاة .

## الرسومات
الرسومات، كالعادة مثل الأجزاء السابقة اقصد MW1 وMW2 لكنها جيدة ليست سيئة.نعم لان الصور تتكلم، فقد شهدنا العديد من التطورات على هذه النقطة الأساسية المهمة جدا في عالم الفيديو لان الكل يعطي لهذه النقطة أهمية كبيرة، هذا امر اكيد لان اللعبة إذا كانت الرسوم لديها ضعيفة فلن تستمتع بلعبها وستمل منها في دقيقة، هذه المرة Sledgehammer ستجعلك تشعر وكانك في عالم حقيقي انا اقصد في الصور، فما بالك عندما تلعبها، بالتاكيد ستقول ابداع في ابداع، يا عزيزي القارئ انا لا ابالغ في أي شيء وانما هي مجرد حقيقة، الحركات متسلسلة تماما في هذا الجزء فمثلا عندما تغير السلاح مجسدة كانك في الواقع، بالاظافة إلى الركض أو الجري لم تتغير من أول جزء من سلسلة MW.كما أن الشيء الجميل فيها هو القنابل الغزيرة التي تتساقط من الطائرات كأنها أمطار، حيث انك ستتعلم بالتفصيل الممل كيف تقوم بتدمير المباني، كل هذا بفضل المحرك الرائع l'IW 5.0 engine ، بالطبع هو من صنع شركة : id Software.و الذي يعني ان اللعبة تحتاج إلى جهاز جيد لتعمل بالشكل الصحيح .

## الأصوات
الاصوات، في هذا الجزء رائعة لان ادائها متقن وجيد إلى حد بعيد، فالتمثيل الصوتي واضح جدا ستفهمه دون قراءة الترجمة فمثلا عندما تتكلم معك القوات الجوية الخاصة عبر الهاتف ستتخللها نغمة من الحقيقة اقصد طريقة اداء الاصوات كانهم حقا في حرب، كما لا ننسى اصوات الاسلحة فهي جميلة جدا ورائعة فالتاثيرات الصوتية التي تضاف عليها تتركنا ندخل في عالم الحقيقة أو عالم يفوق الخيال، دعنا من اصوات الاسلحة لان الاصوات ككل رائعة ومتقنة.لكن الشيء الجميل في الاصوات هو الاوامر التي تصدر من القادة بخصوص العدو إذا دخل إلى المنطقة المحددة يعني الامر يشبه الحقيقة وتأتي مكتوبة في الاسفل، وبصراحة الاصوات لا يتخللها أي عيوب ولا أي جمود فلا يوجد تشويش في السمع أثناء اللعب أو أي شيء آخر.اما فيما يخص الموسيقى فهي حاضرة بشكل ممتاز.اما الاصوات بشكل عام اقصد الانفجارات..الخ.فهي جيدة أيضا وممتازة.

## التقييمات من الموقع المعروف IGN
- الأسلوب : الجانب الإيجابي للعبة بدون منازع، فكل شيء صمم في الحقيقة صمم في اللعبة اقصد الأسلحة المتنوعة قنابل، مسدسات، ونفس الشيء بالنسبة للخرائط MAPS حيث يوجد في اللعبة : 20 خريطة مختلفة لكن فيها السئة والجيدة، أما التحكم فهو جيد وسلسل والاستجابة تكون سريعة. لذا من هذه الناحية تستحق التقييم : 9/10 .
- الجرافيزم : للاسف لم يتطور لحد الآن، لكن التصاميم فيها جميلة، والتأثيرات البصرية مؤشر خير دليل على قولي فسنجد أن الأسلحة مصممة بعناية، ونفس الشيء بالنسبة للشخصيات. لذا حازت على التقييم التالي والذي تستحقه عن جدارة : 8.5/10.
- الأصوات : تعتبر هذه الناحية جيدة بشكل عام، فالتمثيل الصوتي للأبطال الثلاث : Price، Soap وYuri جيد ولا يتخلله عيوب ولا أي جمود، ونفس الشيء بالنسبة لصوت الرصاص والمدافع ... إلخ، المهم أخذت التقييم التالي 8/10 .
القصة: قصة اللعبة كلاسيكية تقريبا فنحن نتحدث عن أحداث تجري خلال عامي : 2016 و 2017 يعني سنواتنا هذه، بحيث ستحظى بحرب عالمية ثالثة بين أمريكا، بريطانيا، فرنسا، ألمانيا وروسيا وحلفائها، وهدفها الهيمنة على العالم والسيطرة عليه، وتقييمها كان : 8.5/10
. - التقييم العام للعبة : 9/10

## روابط خارجية
- كول أوف ديوتي: مودرن وورفير 3 على موقع IMDb (الإنجليزية)